# Robovo
Robovo (en macédonien Робово) est un village de l'est de la Macédoine du Nord, situé dans la municipalité de Pehtchevo. Le village comptait 426 habitants en 2002.

## Démographie
Lors du recensement de 2002, le village comptait :
- Macédoniens : 424
- Serbes : 2